# Cormeilles (Eure)
Cormeilles település Franciaországban, Eure megyében. Lakosainak száma 1136 fő (2022. január 1.). Cormeilles Saint-Pierre-de-Cormeilles és La Chapelle-Bayvel községekkel határos.

## Népesség
A település népességének változása:
| Lakosok száma | 1143 | 1129 | 1069 | 1201 | 1151 | 1155 | 1161 | 1193 | 1195 | 1136 |
|               | 1968 | 1982 | 1990 | 2006 | 2013 | 2015 | 2017 | 2019 | 2020 | 2022 |